# Șantaj
Șantajul este fapta de constrângere exercitată asupra cuiva, prin amenințarea cu divulgarea unui secret compromițător sau prin alte mijloace de intimidare, cu scopul de a dobândi în mod incorect un folos, bani sau favoruri pentru sine sau pentru altul. 
Din punct de vedere penal, șantajul este o infracțiune care face parte din grupul infracțiunilor contra libertății persoanei. Conform noului cod penal, Art. 207 Șantajul este: (1) Constrângerea unei persoane să dea, să facă, să nu facă sau să sufere ceva, în scopul de a dobândi în mod injust un folos nepatrimonial, pentru sine ori pentru altul, se pedepsește cu închisoarea de la unu la 5 ani. (2) Cu aceeași pedeapsă se sancționează amenințarea cu darea în vileag a unei fapte reale sau imaginare, compromițătoare pentru persoana amenințată ori pentru un membru de familie al acesteia, în scopul prevăzut în alin. (1). (3) Dacă faptele prevăzute în alin. (1) și alin. (2) au fost comise în scopul de a dobândi în mod injust un folos patrimonial, pentru sine sau pentru altul, pedeapsa este închisoarea de la 2 la 7 ani.
Pentru existența infracțiunii de șantaj nu este necesar ca partea vătămată sa dea inculpatului suma de bani cerută, elementele constitutive ale infracțiunii fiind întrunite chiar dacă suma de bani nu a fost efectiv dată, deoarece șantajul este o infracțiune îndreptată, în principal, împotriva libertății morale a persoanei, libertate încălcată prin simplul fapt al constrângerii acesteia să dea, să facă, să nu facă sau să sufere ceva împotriva voinței sale.
Prin incriminarea șantajului, legea penală reacționează împotriva faptelor susceptibile de a îngrădi libertatea persoanei șantajate de a lua hotărâri și de a dispune fără constrângere de voința sa, de acțiunile sale, de bunurile ce formează patrimoniul său. În cazul șantajului, împăcarea părților nu înlătură răspunderea penală.
Codul Penal (Code Criminel, Cap. VIII Art. 302) canadian prevede și șantajul prin texte defăimătoare (în franceză extorsion par libelle), după cum urmează: Comite infracțiune orice persoană care, cu intenția de a stoarce bani de la cineva, publică sau amenință că publică un text defăimător, ori se oferă să se abțină de la publicarea lui sau să împiedice publicarea acestuia.
Având în vedere că informațiile cu care se șantajează sunt adevărate, publicarea acestora nu ar fi o infracțiune în sine, ca defăimarea, în schimb, infracțiunea începe în momentul condiționării dezvăluirii sau tăinuirii acestora.
Cei care au fost victimele unui accident rutier sau rudelor acestora li se poate întocmi dosar penal dacă vor încerca să "stoarcă" bani de la vinovatul accidentului. Solicitarea de sume de bani în schimbul nedepunerii cererii penale poate fi considerată un șantaj. 
Șantajul poate fi exercitat și la nivel de stat. Astfel, secretarul general al NATO, Anders Rasmussen, a avertizat că dependența de energie poate face o țară vulnerabilă la șantajul economic și politic, motiv pentru care securitatea energetică a devenit un subiect de dezbatere în Alianța Nord-Atlantică. 

## Obiecții împotriva criminalizării
Walter Block scrie în eseul său, "Șantajul ca infracțiune fără victime", că definiția șantajului este o contradicție. Walter Block arată că, în mod individual, solicitarea de bani și bârfe nu sunt considerate ilegale. Doar combinarea celor două acțiuni este considerată o infracțiune. Blochează pretențiile conform cărora instabilitatea definiției oferă o bază pentru a pune în discuție legalitatea altor legi.

## Sextortion (Webcam-Șantaj)
Sextorția a fost legată și este populară în rândul persoanelor care sunt considerate a avea putere sau o poziție de putere (sub orice formă) în orice domeniu, cum ar fi politica, educația și locul de muncă. Sextortionul, prin definiție, este o formă de șantaj în care puterea este abuzată și folosită pentru a exorta favoruri sau imagini sexuale de la cineva în schimbul a ceva ce victima vrea / are nevoie ca un loc de muncă sau un grad. Un exemplu în acest sens este Webcam Blackmail.
"Criminalii s-ar putea să se îmbogățească online prin folosirea unei identități false și apoi să-i convingă să efectueze acte sexuale în fața camerei lor web, adesea prin folosirea unei femei atractive pentru a atrage victima să participe.Aceste femei au fost forțate în aceste acțiuni folosind stimulente financiare sau amenințări ". După cum a raportat Agenția Națională de Criminalitate, atât bărbații cât și femeile pot fi victime ale acestei crime. Această infracțiune poate fi efectuată fie de grupuri de infracțiuni, fie de persoane fizice.

## Criminalitatea informatică
În prezent, comunicarea pe internet devine tot mai ușoară. Poliția din Dubai examinează statisticile și constată că în ultimii trei ani au fost 2606 de crime care implică șantaj. Motivul pentru care este atât de ușor să comitem aceste crime online este anonimatul pe care îl oferă internetul. Este mai ușor să comiți crime atunci când nimeni nu știe cine sunteți online, astfel încât rușinea dispare. Oamenii au ocazia să renunțe la ispită, deoarece sunt anonimi și, eventual, comit acte criminale, cum ar fi șantajul. Abilitatea de a fi anonim încurajează tendințele antisociale și capacitatea de a răspândi știrile false.